# Olga Kozakova
Olga Igorevna Kozakova (russe : Ольга Игоревна Козакова ; ukrainien : Ольга Ігорівна Козакова), née le 14 mars 1951 à Odessa (RSS d'Ukraine), est une ancienne joueuse soviétique puis ukrainienne de volley-ball.
Elle est médaillée d'argent aux Jeux de 1976.

## Carrière
Kozakova est médaillée d'argent lors des Jeux olympiques d'été de 1976 ainsi que championne d'Europe en 1975.

## Palmarès
- Jeux olympiques
  -  1976 à Montréal.

- Championnat d'Europe
  -  1975 à Belgrade.